# デトロイト・タイガース
デトロイト・タイガース（英語: Detroit Tigers、略称: DET）は、メジャーリーグベースボール（以下、MLB）アメリカンリーグ中地区所属のプロ野球チーム。本拠地はミシガン州デトロイトにあるコメリカ・パーク。

## 概要
19世紀から存在する古参球団。地区優勝7回、リーグ優勝11回、ワールドシリーズ制覇4回の実績を誇る。1894年以降、本拠地および愛称を変えていない唯一の球団。
以前はマイナーのウエスタン・リーグに所属していたが、1900年にリーグはアメリカン・リーグに改称。翌年、同球団も「メジャー・リーグ宣言」を果たし、そのまま現在に至る。
ア・リーグ創設以来、一度も本拠地を変えていない球団は同チームをはじめ、ボストン・レッドソックス、シカゴ・ホワイトソックス、クリーブランド・ガーディアンズの4球団のみ。
初期は球聖タイ・カッブを擁し、1907年からリーグ3年連続優勝を果たすもワールドシリーズ制覇はならず。1935年、ミッキー・カクレーン、ハンク・グリーンバーグなどの活躍で悲願のワールドシリーズ初優勝を果たす。1945年の2度目のワールドシリーズを境に低迷期に入るが、1968年はアル・ケーライン、ウィリー・ホートンが中心となり3度目のワールドシリーズ優勝を果たす。
その後、1979年途中から1995年までスパーキー・アンダーソン監督の長期政権下でワールドチャンピオン（1984年）とリーグ優勝（1987年）が各1回。特に1984年はジャック・モリスをエースにシーズン104勝58敗。2位に15ゲームという大差をつけ、圧倒的な強さを誇った。1990年代前半には元・阪神のセシル・フィルダーが所属し、ベーブ・ルース以来となる3年連続打点王に輝いている。しかし1990年代後半からは勝率5割にも届かない低迷期が続き、2003年にはア・リーグワースト記録の119敗を喫した。
2002年のデーブ・ドンブロウスキーGMの就任後はイバン・ロドリゲスやマグリオ・オルドニェス、ケニー・ロジャースらの獲得に成功。2006年にジム・リーランド監督が就任すると、開幕から怒涛の快進撃を見せ、19年ぶりのプレーオフ進出を決めた。プレーオフでは、ニューヨーク・ヤンキース、そしてオークランド・アスレチックスを破り、リーグ優勝を果たした。
2007年のチーム打率.287、857打点と打率、打点共にヤンキースに次ぐ両リーグ2位。オルドニェス、ゲーリー・シェフィールドといった強打者を擁し、メジャー屈指の強力打線を持つ。投手陣では2006年に新人王を獲得したジャスティン・バーランダーが絶対的エースとして君臨している。2007年オフにはアトランタ・ブレーブスからエドガー・レンテリア、シカゴ・カブスからジャック・ジョーンズ、 フロリダ・マーリンズからミゲル・カブレラ、ドントレル・ウィリスを獲得するなど次々と大型補強を行い、かつてないほど戦力が充実している。
現在の本拠地は、2000年に開場したコメリカ・パーク。入場ゲート前の巨大な虎の像をはじめ、球場の至る所にチームの象徴である虎にちなんだモニュメントが存在する。またNFLデトロイト・ライオンズの本拠地であるフォード・フィールドが隣接している。前本拠地のタイガー・スタジアムは100年近く使用していた歴史ある球場で、移転の際には賛否両論が起こった。
球団のマスコットは1995年にデビューしたパウズで、ベンガルトラがモチーフとされている。

## 球団の歴史

### 球団創設以前
デトロイトには1881年から1888年にかけてナショナルリーグにデトロイト・ウルバリンズという球団が存在した。ウルバリンズは1887年にリーグ優勝を遂げ、この年にはアメリカン・アソシエーションのセントルイス・ブラウンズ（現:セントルイス・カージナルス）との間で『ワールドシリーズ』を行っている（結果は10勝5敗でウルバリンズの勝利）。しかし優勝のための補強が大きな負担となり、翌年リーグ5位と低迷すると1888年限りでリーグを脱退。その後、マイナーリーグであるインターナショナルリーグに籍を移し、1889年と1890年の2年間にわたって活動したが、リーグの消滅と共にチームも解散した。このチームとその後のタイガースとの関係は無い。

### 球団創設
1894年にデトロイトに新たなチームが創設され、アメリカンリーグの前身となるウェスタンリーグに加盟した。
1896年にはベネット・パークが開場（その後ネビン・フィールド、ブリッグス・スタジアム、タイガー・スタジアムに改称）。2000年にコメリカ・パークが開場するまでの104年間に渡って、この地を本拠地球場とした。なお、球団が創設された頃は愛称が定まっていなかったが、このベネット・パークが開場した頃にはタイガースという名前が定着したといわれる。
1900年にウェスタン・リーグは、アメリカンリーグに改称し、1901年にメジャー・リーグ宣言をして、デトロイト・タイガースもMLB球団となった。開幕戦ではミルウォーキー・ブルワーズ（現在のボルチモア・オリオールズで現在のブルワーズとは関係はない）と対戦し、試合が行われたベネット・パークには1万人もの観客が集まった。試合は9回まで4対13と大量リードされていたが、9回表に一挙10点をあげて逆転し、14対13で劇的な初勝利を飾った。その後シーズンでは74勝61敗をあげ、リーグ3位（8チーム中）に終わっている。しかし、1902年から1904年まで3年連続で負け越し、優勝とは縁のない目立たないチームとしてその歴史をスタートさせた。

### タイ・カッブの登場

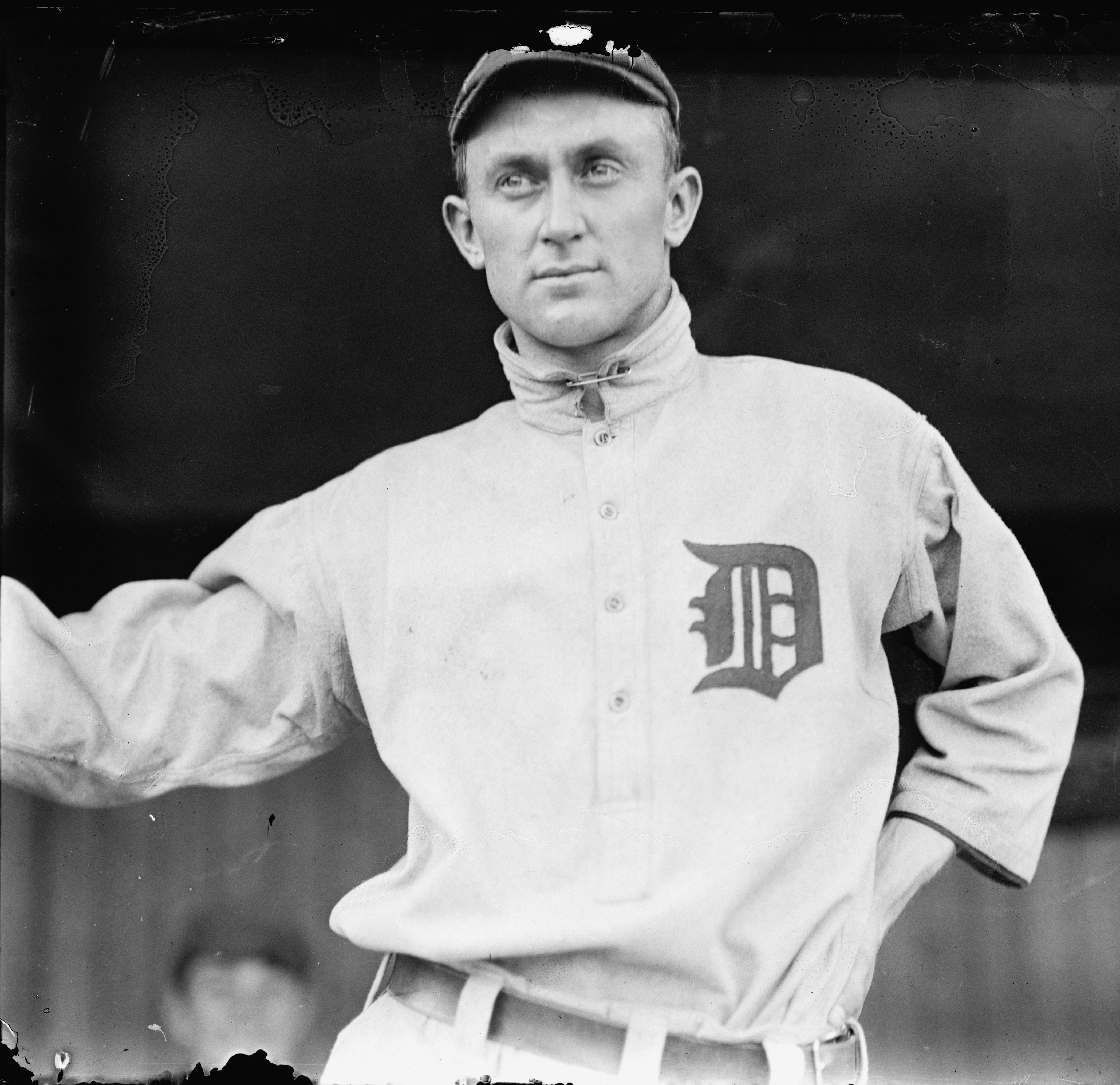
タイ・カッブ(1913年)

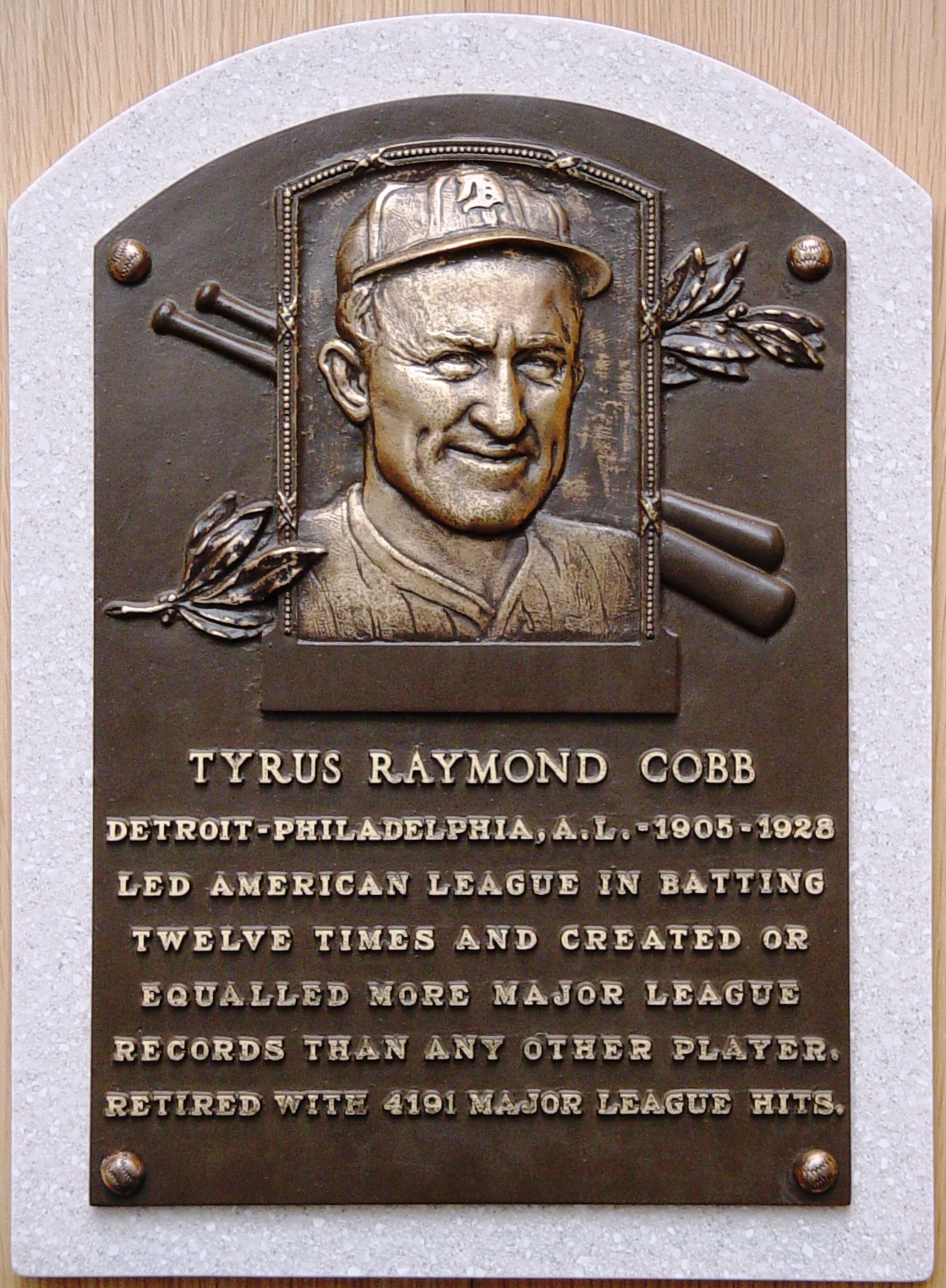
タイ・カッブ

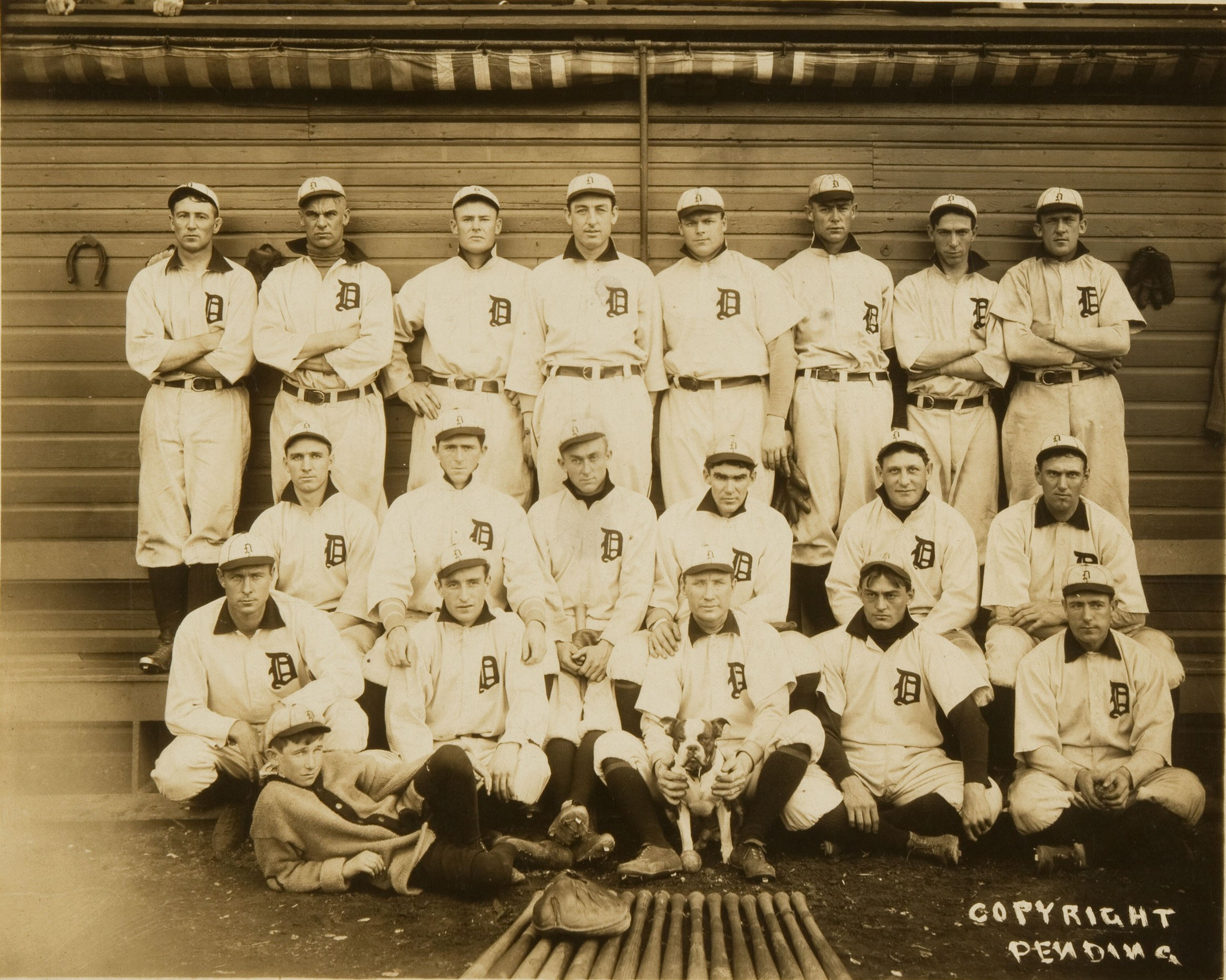
1907年リーグ優勝時のメンバー

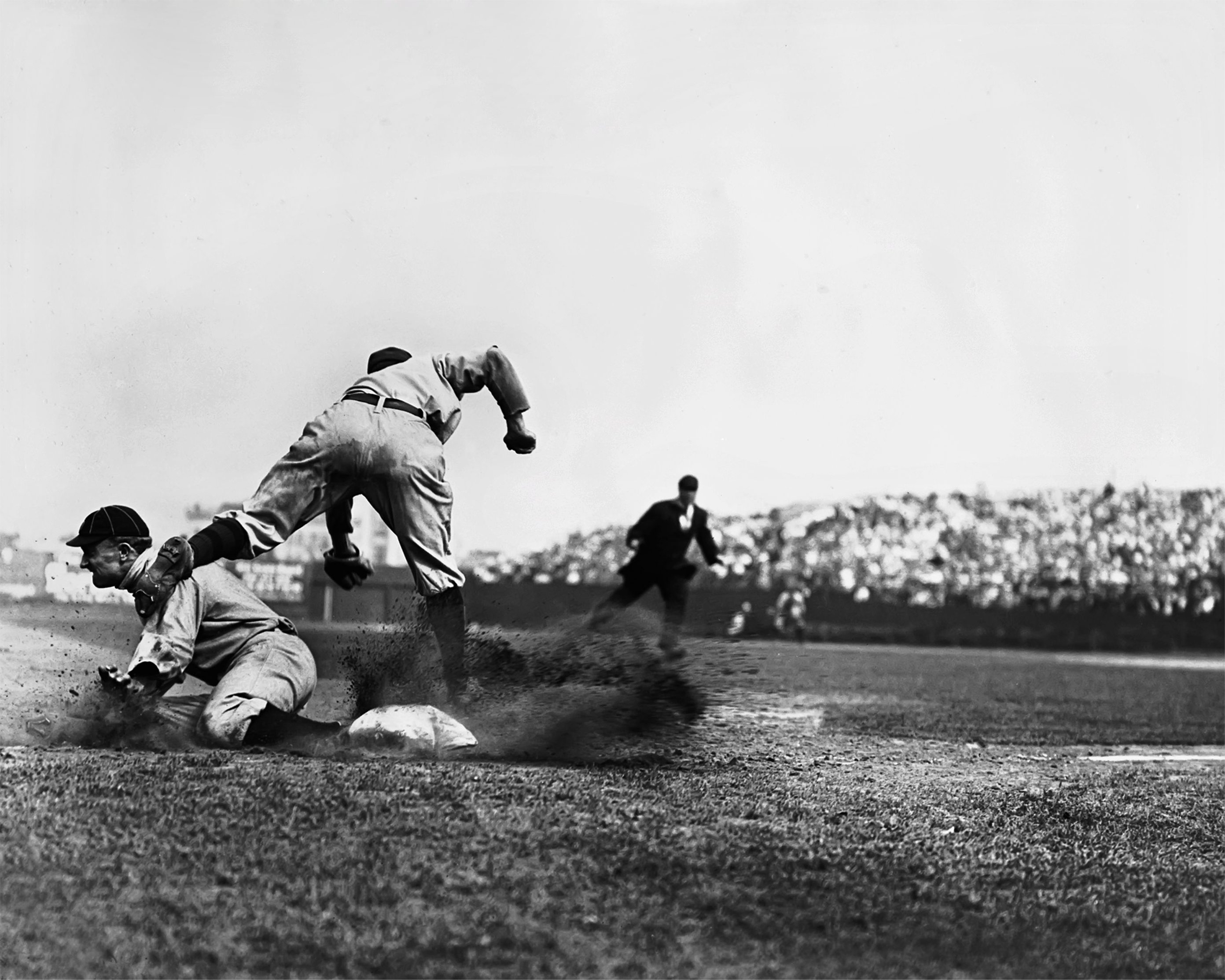
カッブの盗塁(1909年)

1905年にタイ・カッブが入団する。タイガース首脳陣が、マイナーリーグの別のチームで目覚ましい活躍を見せていたカッブに目をつけ、タイガースの投手との間で交換トレードを行ったものだった。なお、カッブは入団の際に、恒例の新人歓迎（新人相手のいたずら）でいきなり暴力沙汰の騒ぎを起こしており、早くからその気性の激しさをチームメイトに知られることとなる。初年度こそ41試合の出場にとどまり、打率.240と本領を発揮できなかったが、2年目の1906年には98試合の出場で打率.316と好成績を残した。
1907年にはヒューイー・ジェニングスが選手兼任監督に就任。この頃チームの打線を引っ張っていたのはカッブとサム・クロフォードだった。クロフォードは1903年にシンシナティ・レッズから移籍し、カッブが入団するまでチームの中心打者を担っていた。カッブはこの年、打率.350・119打点・49盗塁を記録し、首位打者、打点王、盗塁王をそれぞれ獲得。クロフォードも負けずに打率.323・81打点・102得点を記録した。投手陣でもビル・ドノバンとエド・キリアンがそれぞれ25勝をあげる活躍をみせ、チームも92勝58敗でリーグ初優勝を果たした。初出場となったワールドシリーズではシカゴ・カブスと対戦。第1戦では3対1とリードしていたが最終回に追いつかれ、延長12回の末に日没コールドで引き分けとなった。その後はカブス投手陣に完全に押さえ込まれ、4連敗でワールドシリーズ優勝を逃した。
1908年にカッブが打率.324・108打点で二冠王に輝くと、クロフォードも7本塁打で本塁打王に輝いた。シーズンではクリーブランド・インディアンス、シカゴ・ホワイトソックスとの激しい首位争いを演じたが、最終的に90勝63敗で2年連続のリーグ優勝を果たした。ワールドシリーズは再びカブスとの対戦となった。第1戦では前年と同じく6対5とリードしていながら、最終回に一挙5点を奪われ逆転負けを喫し、続く第2戦も敗れた。第3戦で初勝利を飾るものの、第4戦、第5戦でも連敗を喫した。結局1勝4敗でまたしてもワールドシリーズ優勝を逃し、前年のリベンジを果たすことはできなかった。
1909年にカッブは打率.377・9本塁打・107打点・76盗塁を記録し、史上唯一の四冠王に輝く。この頃にはカッブの勝利への執念は常軌を逸したものとなり、首位を争っていたフィラデルフィア・アスレチックス（現:オークランド・アスレチックス）との対戦では、盗塁の際にフランク・ベーカーの腕をスパイクで刺したり、エディ・コリンズをスライディングで転ばせるなど、半ば反則紛いのプレーを行った。他球団からのカッブの評判は最悪なものだったが、こうしたカッブの執念が実を結び、チームも98勝54敗でリーグ3連覇を果たした。ワールドシリーズではホーナス・ワグナー擁するピッツバーグ・パイレーツと対戦。両リーグの首位打者同士の対戦として注目を浴びる。シリーズでは交互に勝ち負けを繰り返し、最終戦までもつれ込む大混戦となった。しかし大一番の最終戦でタイガースが完封負けを喫し、3年連続でワールドシリーズ優勝を逃した。

### 1910年 - 1920年代
1910年以降、チームはリーグ優勝から遠ざかることとなるが、カッブの成績が落ち込むことはなかった。1907年から1915年までの9年連続、1917年から1919年までの3年連続で首位打者を獲得し、通算で12回の首位打者を獲得した（歴代1位）。1911年には当時のMLB最長記録となる40試合連続安打で打率.420という高打率を記録。通算打率は.366に上る（歴代1位）。1910年にはナップ・ラジョイと首位打者争いを繰り広げ、カッブに首位打者を取らせたくないが為に、他球団がわざとラジョイに安打を打たせるという事件もあった。最終的にカッブが首位打者となったが、後年になってカッブの記録に誤りが見つかり、ラジョイの打率がわずかに上回ったものの、公式の首位打者はカッブのまま変更されなかった。
1915年にはクロフォード（112打点）、ボブ・ビーチ（112打点）、カッブ（99打点）によるタイガースの外野陣トリオが打点ランキングを独占し、カッブは当時のMLB最多記録となる96盗塁を記録した。チームも100勝（54敗）をあげたが、ボストン・レッドソックスがそれを上回る101勝（53敗）をあげたため、リーグ優勝はならなかった。
1921年に長年に渡って監督を務めたジェニングスがチームを離れたため、代わってカッブが選手兼任監督に就任する。この年にはハリー・ハイルマンとカッブが打率1位、2位を独占し、ア・リーグ史上最高となるチーム打率.316を記録した。しかし、投手陣が全くふるわず、首位ヤンキースとは27ゲーム差の6位でシーズンを終えた。この頃からベーブ・ルース擁するヤンキースが圧倒的な強さを見せ始め、タイガースもカッブやハイルマンがチームを牽引するものの、優勝には全く手が届かないシーズンが続いた。1926年限りでカッブもチームを離れ、タイガースの低迷は1934年まで続くこととなった。

### "Gメン"と初のワールドシリーズ優勝

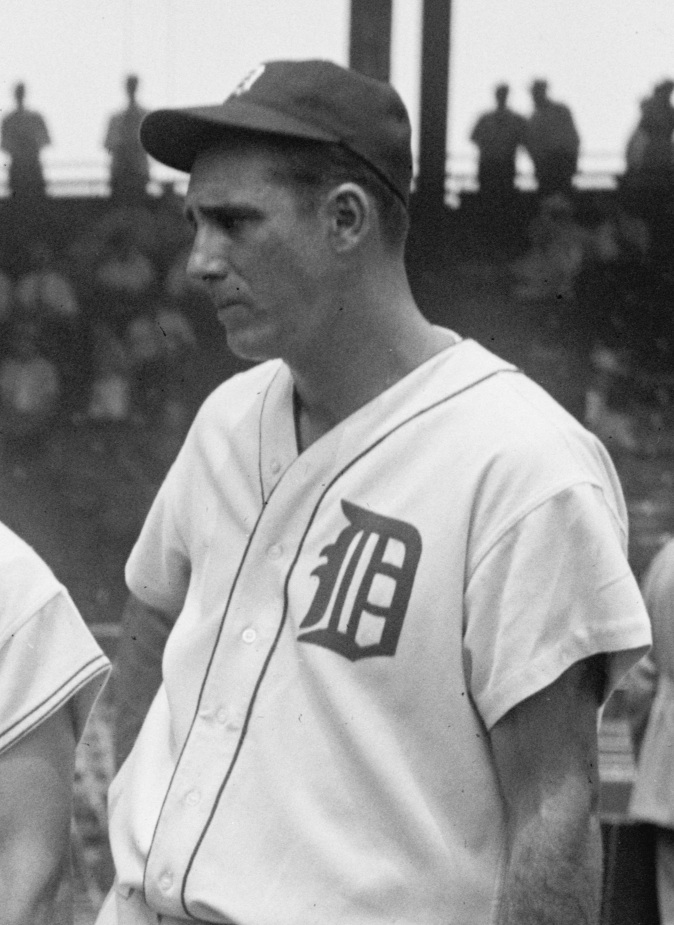
ハンク・グリーンバーグ (1937年)

1929年に前年までワシントン・セネタース（現:ミネソタ・ツインズ）を率いていたバッキー・ハリスを監督に招く。しかし、ハリスでも結果を出すことができず、1933年のシーズン途中でハリスは解任された。
1934年にアスレチックスの捕手だったミッキー・カクレーンが選手兼任監督に就任する。アスレチックスの黄金期を支えたカクレーンは、まず選手の意識改革を行い、強烈なリーダーシップでチームを牽引した。この年にはカクレーン自身の活躍に加え、チャーリー・ゲーリンジャー、ハンク・グリーンバーグ、グース・ゴスリンら、"Gメン"と呼ばれた主力選手達（3人共名前が"G"で始まる）が好成績を残し、ルー・ゲーリッグ擁するヤンキースと首位を争った。最終的にタイガースが101勝53敗をあげてヤンキースをかわし、久々のリーグ優勝を果たした。ワールドシリーズの相手は「ガスハウスギャング」と呼ばれたセントルイス・カージナルスで、3勝2敗と追い込んだものの、そこから2連敗を喫し、ワールドシリーズ優勝は成し得なかった。
1935年も引き続きヤンキースとの一騎討ちとなったが、93勝58敗でリーグ2連覇を果たし、ワールドシリーズではカブスとの3度目の対戦となった。第1戦は完封負けを喫したが、第2戦から第4戦で3連勝をあげた。そして3勝2敗で王手をかけた第6戦、3対3のままで迎えた9回裏に、ゴスリンがサヨナラヒットを放ち、タイガースが勝利。5度目の挑戦にして初のワールドシリーズ優勝を果たした。
1937年5月25日のヤンキース戦で、カクレーンは頭部に死球を受け、それが元で現役を退き、以降は監督専任となった。
1938年のシーズン途中には成績不振が続いたため、カクレーンは監督を解任された。

### 1940年代

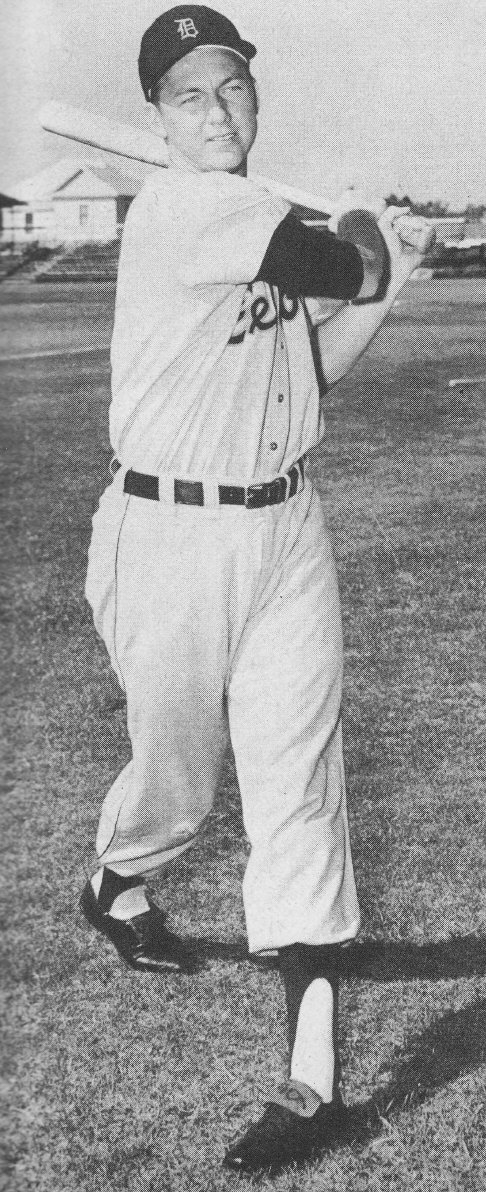
アル・ケーライン(1957年)

1940年にアスレチックス、ヤンキースとの三つ巴の争いとなり、最終的にタイガースがそれぞれのチームに1,2ゲーム差をつけてリーグ優勝した。しかしワールドシリーズではシンシナティ・レッズに2勝3敗で敗れている。
1941年に太平洋戦争が始めると、他球団と同様、タイガースからも選手の多くが従軍することとなる。
1944年にはハル・ニューハウザーが29勝（9敗）をあげ、アメリカンリーグMVPに選出される。
1945年の終戦に伴い、従軍していたグリーンバーグもチームに復帰し、ニューハウザーは25勝9敗・防御率.1.81・212奪三振とタイトルを独占する活躍をみせ、2年連続でMVPに選出された。チームも88勝65敗で、首位を争ったセネタースをかわし、7度目のリーグ優勝を果たした。ワールドシリーズではカブスと対戦。どちらのチームにもいまだ従軍から戻っていない選手が多かったため戦力的には拮抗していたが、ニューハウザー、グリーンバーグの活躍によってタイガースが4勝3敗でカブスを下し、2度目のワールドシリーズ優勝を果たした。
1946年以降チームは徐々に成績を落とした。

### 1950年代
1952年には50勝104敗で最下位となった。
1953年にはハービー・キーンが209安打を放ち、新人王を獲得。
1955年にはアル・ケーラインが打率.340を記録し、史上最年少となる20歳での首位打者を獲得する。その後、ケーラインは22年間に渡ってタイガース一筋でプレーし、"Mr. Tiger"（ミスター・タイガー）と呼ばれた。
1957年にはジム・バニングが20勝で最多勝を獲得した。
1958年にはバニングがノーヒットノーランを達成した。しかし彼らの活躍の反面、チームは依然として低迷を続けた。この頃のチームの低迷の一因として、アフリカ系アメリカ人選手の入団を拒んだことがあげられる。ジャッキー・ロビンソンをきっかけとして、多くのアフリカ系アメリカ人選手が活躍し、MLBのレベルを引き上げる中、タイガースはその流れに取り残されることとなった。タイガースにアフリカ系アメリカ人選手が初めて入団したのは1958年のことであり、MLBでは2番目の遅さだった。
1959年にはハービー・キーンが首位打者を獲得するが、翌年のシーズン開始直後にクリーブランド・インディアンスで同年42本で本塁打王を獲得していたロッキー・コラビトとの交換トレードが行われた。

### 1960年代
1960年にロッキー・コラビトは本塁打35本であったが、翌1961年には自己最高の45本を打っている。この年、シカゴ・ホワイトソックスから移籍したノーム・キャッシュが打率.361を記録し、首位打者を獲得。他にも41本塁打・132打点という活躍（なお、キャッシュはこの年の成績だけが突出しており、引退後に規則違反となるコルクバットの使用を認めている）で、この年のタイガーズは、ノーム・キャッシュ、アル・ケーライン、コラビトの三本柱の打撃陣で、チームも101勝（61敗）をあげたが、ヤンキースが109勝53敗という圧倒的な成績だったため、リーグ優勝はならなかった。ヤンキースはロジャー・マリスが61本の本塁打でベーブ・ルースの記録を抜いて新記録を達成し、ミッキー・マントルが54本を打ち、投手陣ではホワイティー・フォードが自己最高の25勝で最多勝と最多勝率を上げて、常勝ヤンキースの最後の輝きを見せた年でもあった。

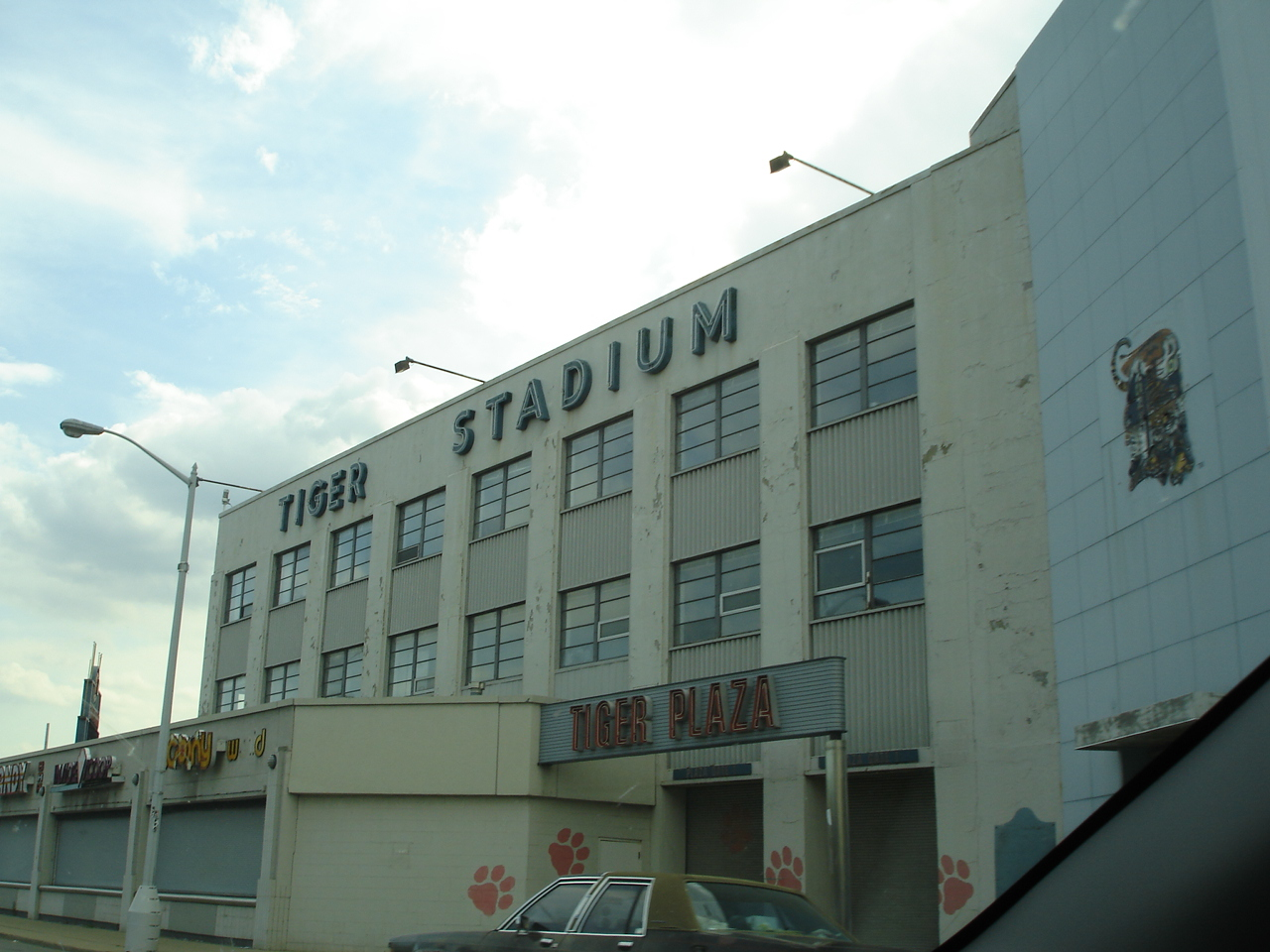
タイガー・スタジアム

またシーズン途中にはタイガースとインディアンスの監督同士をトレードするというMLB史上唯一の珍事もあった。
1962年オフには訪日して、日米親善野球で12勝4敗2引き分けの成績を残している。
1963年中盤にドジャース元監督のチャック・ドレッセンが監督に就任し、この時期にのちの優勝メンバーが台頭していくが、1965年の春季キャンプで心臓発作を起こし、5月末に復帰するまでボブ・スウィフトが代理監督を務めた。
1966年、依然健康面で不安を抱えるドレッセンは5月中旬に戦列を離れ、8月10日に腎盂腎炎で死去。後を継いだスウィフトも7月中旬に倒れ、10月17日に肺癌で急死する異常事態となった。
1967年はタイガースを含めた4チームによる史上稀な大混戦が繰り広げられた。最終的にタイガースが最終日のダブルヘッダーで連勝すれば、首位のレッドソックスと1ゲームプレーオフが開かれるところまで持ち込まれたが、2試合目で敗れた。
1968年はシーズン序盤にボルチモア・オリオールズから首位を奪うと、そのまま一度も首位を譲らず、103勝59敗という成績でリーグ優勝を果たした。原動力は31勝をあげたデニー・マクレインで、マクレインは1934年のディジー・ディーン以来となるシーズン30勝以上を記録した。そして、ワールドシリーズではボブ・ギブソン、ルー・ブロック擁するセントルイス・カージナルスとの対戦となった。この頃、カージナルスは全盛期を誇っており、ギブソンはワールドシリーズに滅法強いことで有名だった。第1戦と第4戦ではマクレーンとギブソンの対決となったが、どちらもギブソンが投げ勝ち、第4戦を終えた時点で1勝3敗と追い込まれた。絶対に負けられない試合となった第5戦、先発ミッキー・ロリッチが初回に3点を失い3対2とリードされた5回に、ブロックを二塁においた場面でヒットを打たれ、追加点をとられるピンチとなった。しかし左翼を守っていたウィリー・ホートンが好返球、ブロックを本塁でタッチアウトした。これによって流れがタイガースに傾き、逆転したチームはロリッチが粘って完投勝利を果たす。続く第6戦も3回に10得点のビッグイニングを作って大勝し迎えた第7戦、中2日で先発したロリッチが毎回のように走者を出しながら0点に抑えたのに対し、打線はギブソンの前に6回までわずか1安打だったが、7回にカージナルス守備陣の乱れから3点を先制し、このままロリッチが完投しワールドシリーズ優勝を決め、シリーズ3完投勝利のロリッチがシリーズMVPとなった。"Year of the Tiger"の象徴としてファンの間で歌い継がれるアーティー・フィールズ作詞・作曲の応援歌"Go Get'em Tigers"が発表されたのもこの年である。

### 1970年代
1971年にビリー・マーチンが監督に就任する。マーチンは前々年にミネソタ・ツインズの監督を務め、チームを地区優勝に導いている。しかし、フロントと対立し、1年限りでチームを追われていた。1年目こそ2位に終わった。
1972年には2位レッドソックスを0.5ゲーム差でかわし、チームを初の地区優勝に導いた。しかし、リーグチャンピオンシップシリーズではオークランド・アスレチックスに2勝3敗で敗れた（アスレチックスはこの年からワールドシリーズ3連覇を成し遂げるなど、黄金期を迎えていた）。
1973年のシーズン途中でマーチンは監督を辞任。その後1974年、1975年と連続最下位に終わった。
1976年にはマーク・フィドリッチが21歳でメジャーデビューし、いきなり19勝をあげ（戦後では新人最多記録）、新人王を獲得した。その風貌がセサミストリートの登場キャラクターであるビッグバードに似ていたため、"The Bird"（ザ・バード）と呼ばれ、ユニークな言動も相まって絶大な人気を誇った。

### スパーキー・アンダーソン
1979年のシーズン途中にスパーキー・アンダーソンを監督に迎える。アンダーソンは「ビッグレッドマシン」・シンシナティ・レッズの監督として知られ、アンダーソンが監督に就任すると、タイガースは次第に勝てるチームへと変貌する。この頃チームにはジャック・モリス、ランス・パリッシュ、アラン・トランメル、ルー・ウィテカー、カーク・ギブソンといった有望な若手選手が多く存在し、アンダーソンの下でめきめきとその才覚を発揮していった。
1984年、ドミノ・ピザ創業者のトーマス・S・モナハンが史上最高額となる5300万ドルで買収した。
1984年は開幕から40試合で35勝5敗という驚異的なペースで勝ち星を重ねた。最終的に104勝58敗という圧倒的な成績をあげ、断トツ（2位トロント・ブルージェイズとは15ゲーム差）で地区優勝を果たした。

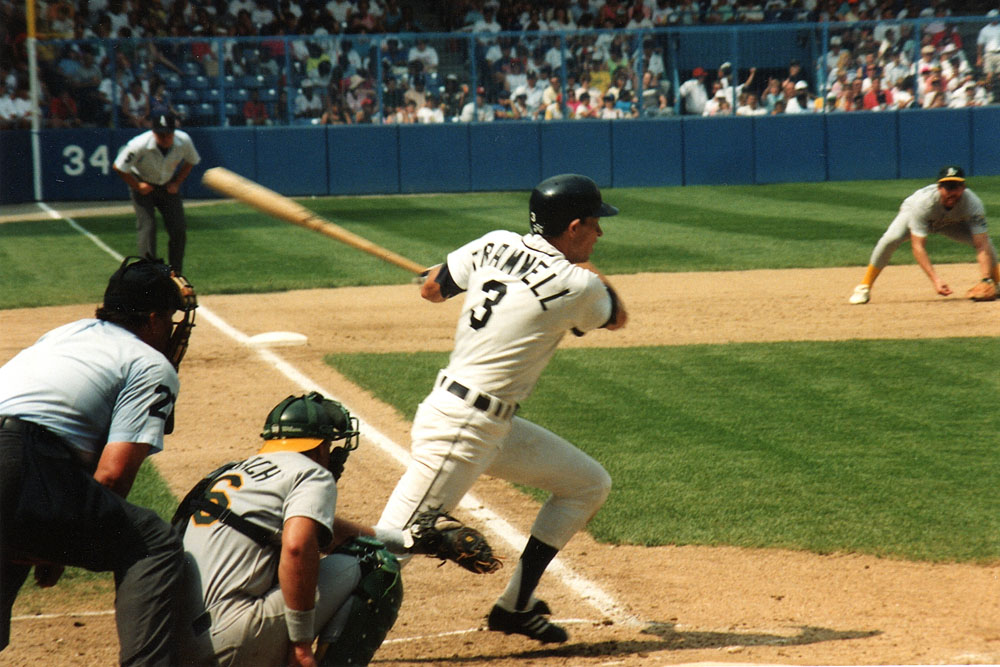
アラン・トランメル

この年はモリスがノーヒットノーランを含む19勝をあげ、抑えのウィリー・ヘルナンデスが80試合の登板で防御率1.92、32セーブを記録し、MVPとサイ・ヤング賞を獲得した。リーグチャンピオンシップシリーズでカンザスシティ・ロイヤルズに3連勝。ワールドシリーズではサンディエゴ・パドレスを4勝1敗で下し、4度目のワールドシリーズ優勝を果たした。これによってアンダーソンは、両リーグでワールドシリーズ優勝を経験した史上初の監督となった。
1986年には捕手パリッシュ（22本）、一塁ダリル・エバンス（29本）、二塁ウィテカー（20本）、遊撃トランメル（21本）、三塁ダネル・コールズ（20本）、外野ギブソン（28本）と内野手全員を含む野手6人が20本塁打以上を放っている。この頃のタイガースはまさに往年のビッグレッドマシンを髣髴とさせる陣容を誇った。
1987年のシーズン途中に新人のジョン・スモルツとの交換トレードでアトランタ・ブレーブスからドイル・アレクサンダーを獲得。アレクサンダーは11試合に先発して、完封3を含む9勝0敗、防御率1.53という驚異的な成績を残した。彼の活躍もあり、チームは逆転で地区優勝を果たすが、リーグチャンピオンシップシリーズでツインズに敗れた。
1988年は首位レッドソックスに1ゲーム差の2位に終わった。
1989年には59勝103敗と大きく負け越し、最下位に転落した。
1990年に阪神タイガースでプレーしていたセシル・フィルダーを獲得。フィルダーは51本塁打・132打点で二冠王に輝き、同時に1977年のジョージ・フォスター以来となるシーズン50本塁打以上を記録した。その後、ロブ・ディアー、ミッキー・テトルトンを獲得した。
1992年には30本塁打トリオ（と同時に130三振トリオでもあった）を形成するが、投手陣が散々だったため、優勝には手が届かなかった。同年にはトーマス・S・モナハンから、ドミノ・ピザのライバル企業であるリトル・シーザーズの創業者で、現在のオーナー一族であるマイク・イリッチがチームを買収している。

### 低迷期 (1995年 - 2005年)

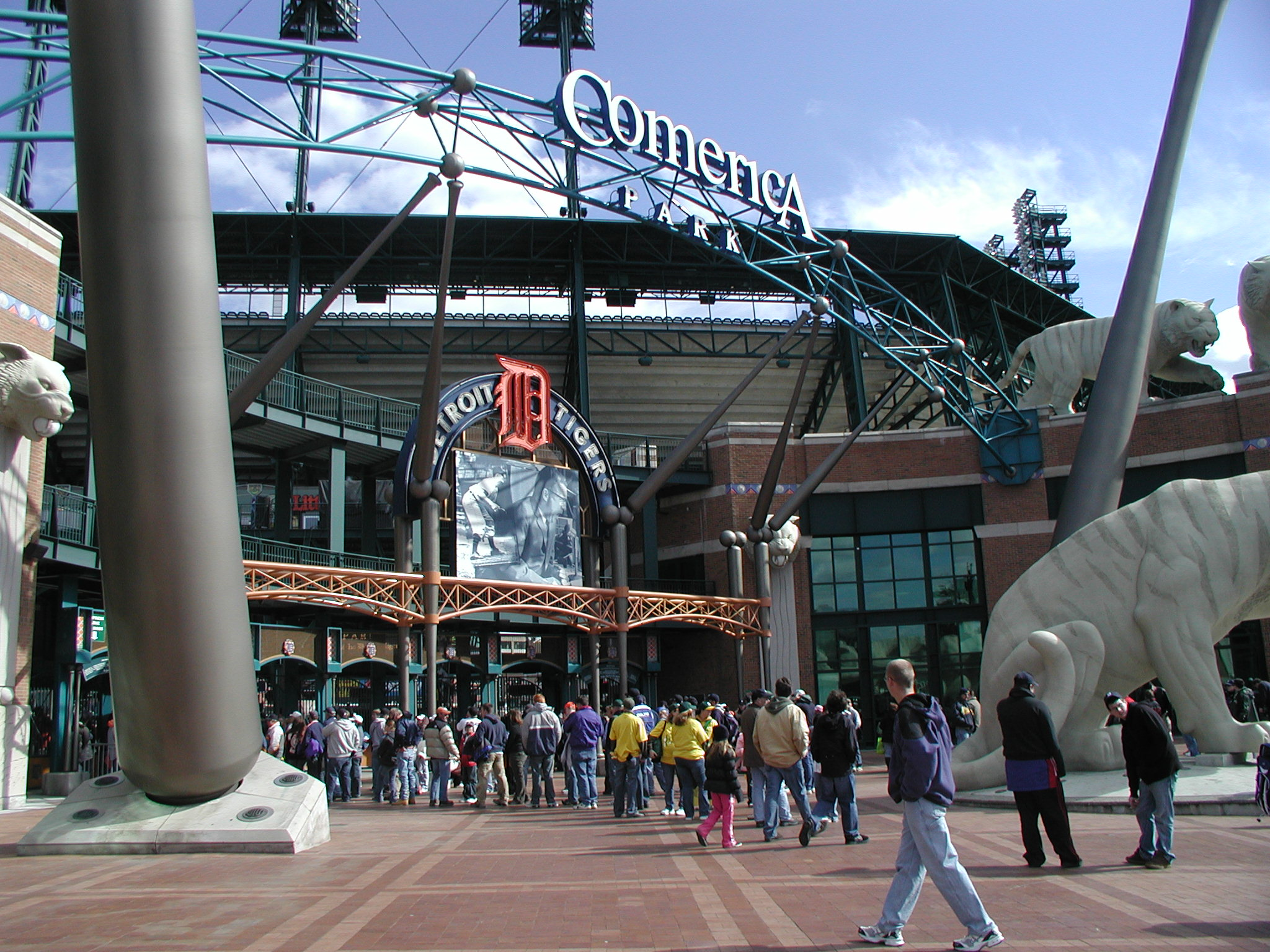
コメリカ・パーク

1994年に3地区制が導入されてからも、1997年までは東地区に所属していた。
1995年限りでアンダーソンが監督を辞任し、バディ・ベルが監督に就任する。
1996年は53勝109敗で最下位（首位ヤンキースとは39ゲーム差。4位のブルージェイズにさえ21ゲーム差をつけられた）となり、更に投手陣崩壊で一時は1930年にフィラデルフィア・フィリーズが記録したMLBワーストのチーム防御率6.71を更新するかの酷さで、リーグワースト記録のチーム防御率6.38というオマケつきだった。
1998年にはタンパベイ・デビルレイズ(現：タンパベイ・レイズ)の加入とミルウォーキー・ブルワーズのナ・リーグ移転に伴い、タイガースは中地区に所属することとなった。しかし、再び最下位に沈み、シーズン途中でベルは解任させられた。代わってラリー・パリッシュが監督に就任するが、彼も結果を残すことができなかった。
2000年にはタイガー・スタジアムからコメリカ・パークに本拠地を移した。
2002年には55勝106敗で再び勝率3割台に落ち込んだ。
2003年にアラン・トランメルが監督に就任するが、162試合制におけるア・リーグのワースト記録となる43勝119敗（勝率.265）という最悪のシーズンとなった。なお、162試合制におけるワースト記録は1962年にニューヨーク・メッツ（ナ・リーグ）が記録した40勝120敗（勝率.250）である。事態を重くみたGMのデーブ・ドンブロウスキーは、この年のオフから積極的な補強を行った。この年にはイバン・ロドリゲスやカルロス・ギーエン、翌年にはマグリオ・オルドニェス、翌々年にはケニー・ロジャースといった一流選手をかき集め、チームの再建を図った。

### 期待外れのシーズン（2006年 - 2010年）

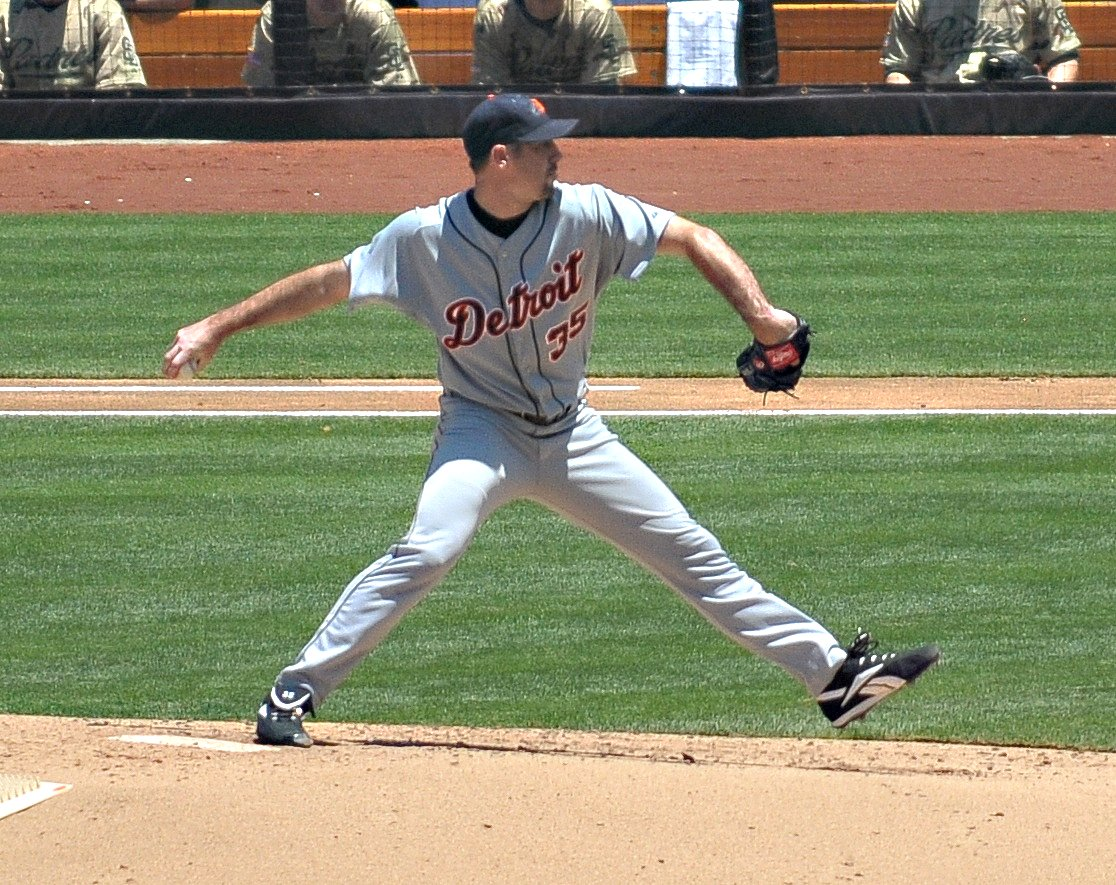
ジャスティン・バーランダー

2005年限りで監督のトランメルを解任し、ジム・リーランドを監督に招く。
2006年は上記の助っ人選手に加え、新人王を獲得したジャスティン・バーランダーをはじめとした生え抜きの若手選手も奮起。95勝67敗と12年ぶりに勝ち越し、地区2位ながらワイルドカードを獲得した。ディビジョンシリーズではヤンキースを3勝1敗で下すと、続くリーグチャンピオンシップシリーズではアスレチックスに4連勝し、22年ぶりのリーグ優勝を果たした。しかし、ワールドシリーズではカージナルスと対戦し、こちらは1勝4敗で敗れた。
2007年にはヤンキースからゲイリー・シェフィールドを獲得。2006年のメンバーもほとんど残留し、戦力的には上積みされた。リーグ2連覇に期待がかかったが、いざシーズンが始まってみると故障者が続出し、駒不足となった後半戦からは失速した。結局インディアンスに地区優勝を奪われ、ワイルドカード争いではヤンキースに敗れた。そのためこの年のオフにはブレーブスからエドガー・レンテリア、カブスからジャック・ジョーンズ、そしてマーリンズからミゲル・カブレラ、ドントレル・ウィリスを獲得するなど、球団史上最大級の補強を行った。
2008年は散々なものとなった。ロイヤルズとの開幕戦に延長の末敗れると、その後は泥沼の7連敗、早々に優勝争いから離脱する。結局、開幕戦で戦ったロイヤルズとの最下位争いにも1ゲーム差で敗れ、119敗を記録した2003年以来となる地区最下位となった。原因は投手陣にあるといえ、エースのバーランダーが不振を極めたのをはじめ、フェルナンド・ロドニー、トッド・ジョーンズ、ジョエル・ズマヤといったリリーフ陣も足を引っ張った。シーズン途中には急遽、イバン・ロドリゲスとのトレードでカイル・ファーンズワースを獲得するものの、ほとんど活躍できずに終わった。唯一アーマンド・ガララーガや中継ぎから先発に転向したザック・マイナーらが奮起したものの、投手陣の選手不足が露呈した形となった。打撃陣ではミゲル・カブレラが本塁打王を獲得するなど、個々の活躍はみせたが、チームとして噛み合ったとは言えなかった。特にリリーフ投手不足は未だタイガースにとって大きな課題であり、オフシーズンには投手陣の補強に力を入れるべきだという声も多く聞かれた。
2009年はバーランダーが最多勝と奪三振王の活躍、新人リック・ポーセロの台頭があったが、最終戦にミネソタ・ツインズに並ばれて同率首位となり、1ゲームプレーオフでツインズに敗退し地区優勝を逃した。

### 2010年代
2010年はタイガースはニューヨーク・ヤンキース、アリゾナ・ダイヤモンドバックスとの三者間トレードの一環として、カーティス・グランダーソン、エドウィン・ジャクソンを放出し、その見返りに外野手のオースティン・ジャクソン、投手のフィル・コーク、マックス・シャーザー、ダニエル・シュレーレスを獲得した。 ジャクソンはタイガースの開幕ロースター入りを果たし、4月のアメリカン・リーグ・ルーキー・オブ・ザ・マンスに選ばれた。 2010年には、5月と6月のアメリカンリーグのルーキー・オブ・ザ・マンスに選ばれたブレナン・ボッシュのデビューも果たした。

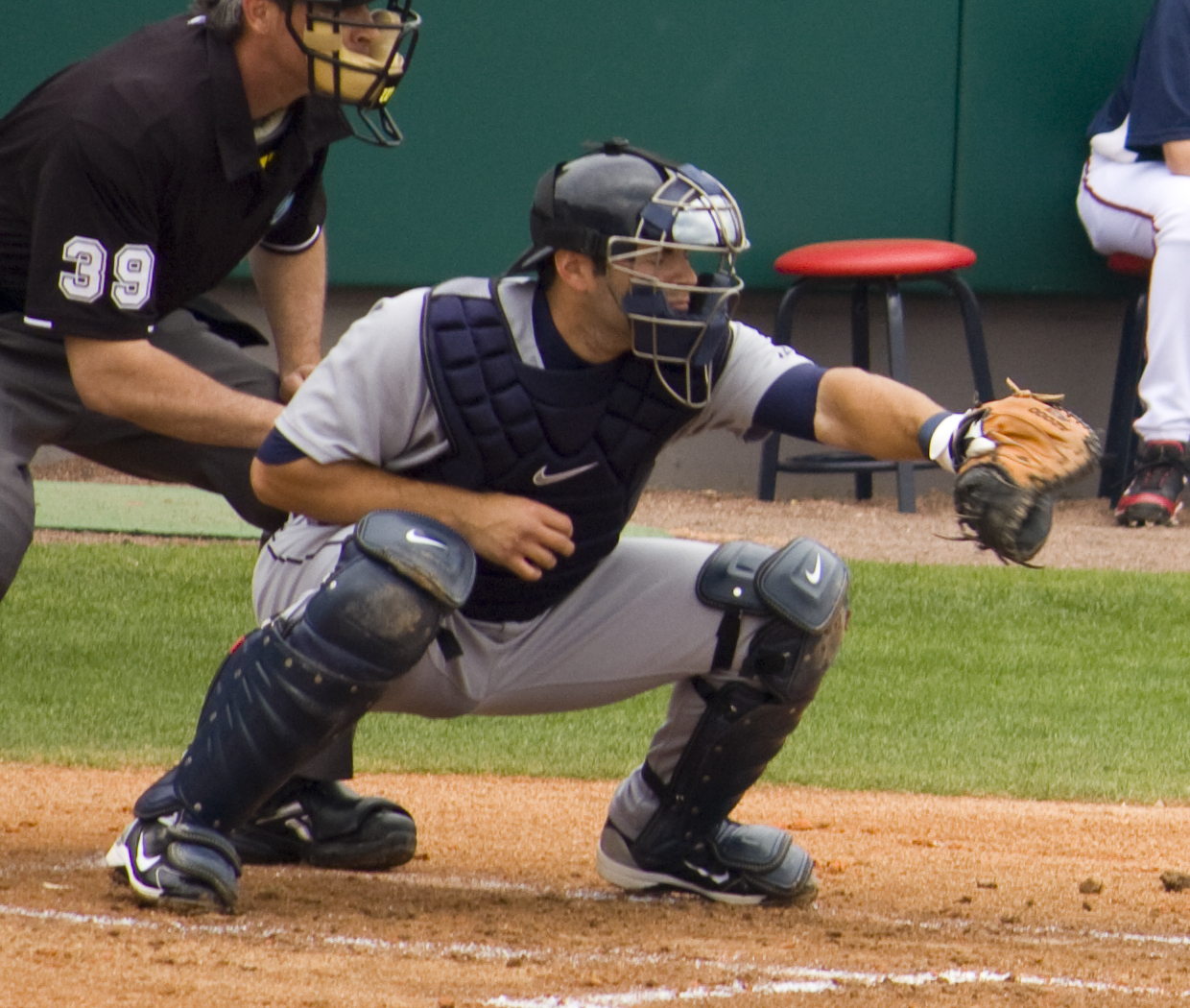
アレックス・アビラ

オールスターブレイクの時点では、タイガースはアメリカンリーグ中地区の首位であるシカゴ・ホワイトソックスと0.5ゲーム差であった。 しかし、ブレイク後のスタートダッシュに失敗したことと3人の主要選手の負傷により、タイガースは後半にまたしても追い込まれた。 タイガースは81勝81敗の3位でシーズンを終え、優勝のミネソタ・ツインズに13ゲーム差をつけられた。ホームゲームでは傑出した野球をしながらも、タイガースはアウェーでは弱く29勝52敗だった。
2010年のハイライトは、ミゲル・カブレラの打率.328、38本塁打、アメリカンリーグ最高の126打点、一塁手でのアメリカンリーグのシルバースラッガー賞受賞、アメリカンリーグのMVPレースで2位（1位28票中5票獲得）などが挙げられる。オースティン・ジャクソン（打率.293、103打点、181安打、27盗塁）はアメリカンリーグのルーキー・オブ・ザ・イヤー投票で2位になった。ジャスティン・バーランダーはこの年も好調なシーズンを送った（18勝9敗、防御率3.37、219奪三振）。

#### 黄金期にもかかわらずWS優勝ならず（2011年 - 2014年）

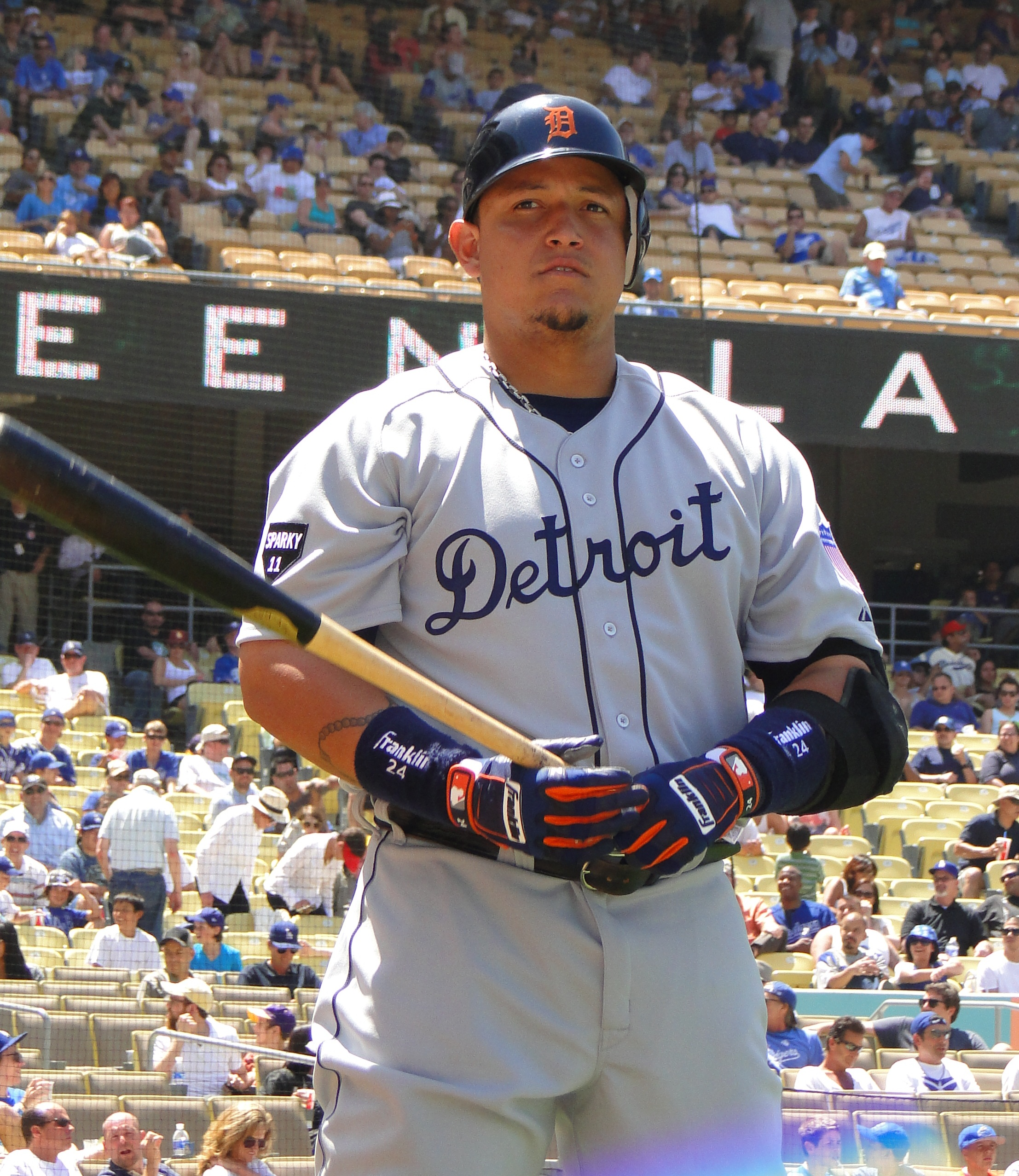
三冠王となったミゲル・カブレラ(2012年)

2011年はバーランダーが最多勝、最多奪三振、最優秀防御率の投手三冠王を記録した。また、この年は87年ぶりに両リーグから投手三冠王が誕生している。
2012年のシーズンは、チームでは1909年のタイ・カッブ以来103年ぶり、MLB史上でも45年ぶりの三冠王となったミゲル・カブレラらリーグ3位となる2割6分8厘の強力な打撃陣の活躍もあり、2年連続となる地区優勝を果たした。ディビジョンシリーズではアスレチックスを3勝2敗で下し、続くリーグ優勝決定戦ではヤンキースに4連勝、2006年以来のリーグ優勝を果たした。しかし、ワールドシリーズではそのリーグ優勝決定戦での4連勝で試合勘が鈍ったのか、レギュラーシーズンではアメリカンリーグ3位の3.75、ポストシーズンでも2点代前半（ディビジョンシリーズは2.06、リーグ優勝決定戦では1.38）だった投手陣がワールドシリーズでは4.11と打ち込まれ、リーグ優勝決定戦では2割9分1厘と強力だったはずの打撃陣も2試合の完封負け（第2戦と第3戦をいずれも2-0で落とした）も含め1割5分9厘に抑えられ、ナショナルリーグのリーグ優勝決定戦を4勝3敗で制したジャイアンツに初戦から4連敗を喫し、優勝を逃した。
2013年も3年連続の地区優勝を果たし、ディビジョンシリーズではアスレチックスを退けるが、レッドソックスとのリーグチャンピオンシップシリーズで敗れリーグ連覇は果たせず、リーランド監督も退任した。11月3日に、後任としてブラッド・オースマスが監督に就任した。
2014年は、レンジャーズから1番のイアン・キンズラーと抑えのジョー・ネイサンを獲得。リーグだけでなく全体でも1位の2割7分7厘にものを言わせた強力な打撃陣に支えられたものの、29年間ポストシーズンに進出した事の無いカンザスシティ・ロイヤルズが20年ぶりの10連勝した時期に首位から陥落した時期もあり、最終戦に持ち込まれた末4年連続の地区優勝を果たした。18勝で最多勝に輝いたシャーザーを筆頭にポーセロ、2011年のサイ・ヤング賞投手であるバーランダー、2012年のサイ・ヤング賞投手であるデビッド・プライス（レイズからの途中移籍）が3人共15勝を記録したとはいえ、防御率が4.29とアメリカンリーグで3番目に悪かった中継ぎ投手陣がアキレス腱となり、ディビジョンシリーズで17年ぶりに東部地区を制覇したオリオールズに3連敗した。特にボルチモアで行われた最初の2戦は、第1戦で先発したシャーザーが7回途中5失点で降板して以降はジョバ・チェンバレンが2失点でホアキム・ソリアが4失点、第2戦で先発したバーランダーが5回3失点で降板して以降はチェンバレンが3失点でソリアが1失点と2人だけで足を引っ張る形となった。

#### 再建期（2015年 - ）
2015年はレッドソックスから強打のヨエニス・セスペデスをポーセロとのトレードで獲得。打撃陣の更なる強化を図った。4月は15勝8敗の好スタートを切ったものの、それ以降の月はすべて勝率5割以下と低迷。特に投打の柱であるカブレラ、バーランダーが共に故障に泣かされ本領をフルに発揮できなかったのは痛かった。チーム打率こそ3年連続メジャー1位となる2割7分を記録したものの、オフにシャーザーをFAで失い（ワシントン・ナショナルズへ移籍）、バーランダー、故障でシーズンのほぼすべてを棒に振ったネイサンに泣かされた投手陣は防御率4.64でアメリカンリーグ最下位と散々だった。プレーオフ進出の可能性が絶望となった7月末にはそのセスペデスをニューヨーク・メッツ、プライスをブルージェイズ、抑えのソリアをパイレーツにそれぞれフラッグディールで放出。8月4日には不振の責任を取らされる形でドンブロウスキーGMが解任された。結局、連続地区優勝は4年でストップしたどころか、2008年以来7年ぶりとなる地区最下位に沈んだ。これを受け、オフには懸案の投手陣の補強としてブリュワーズからフランシスコ・ロドリゲス、ナショナルズからジョーダン・ジマーマン、ツインズからマイク・ペルフリー、ブルージェイズからマーク・ロウ、ヤンキースからジャスティン・ウィルソン、野手にもパドレスからジャスティン・アップトンを獲得する大型補強を行った。
2016年は上記の助っ人選手では、故障でフルシーズン働けなかったジマーマン、不振のペルフリーとロウが期待を裏切ったものの、カブレラとバーランダーが復活し、新人でもメジャー1年目のマイケル・フルマーが台頭。シーズン最後までワイルドカードを争ったものの、10月2日のブレーブス戦に敗れ、ブルージェイズとオリオールズのワイルドカードが決定。ポストシーズン出場はならなかった。
2017年は4月こそ勝率5割で乗り切ったものの、42勝49敗となった7月17日時点でポストシーズンを諦め、翌18日に主軸の一人であったJ.D.マルティネスをアリゾナ・ダイヤモンドバックスに放出したのを皮切りに、7月31日には中継ぎのウィルソンをカブスへ、そして8月31日には長年エースを務めてきたバーランダーをヒューストン・アストロズ、アップトンをロサンゼルス・エンゼルスへそれぞれフラッグディールで放出した。9月には6勝23敗と大きく負け越し、2年ぶりの地区最下位へ転落した。9月22日にはオースマス監督の同シーズン限りでの契約解除が発表された。10月20日、後任としてツインズを6度の地区優勝に導き、2010年には最優秀監督賞を受賞しているロン・ガーデンハイアーが就任することが発表された。
チーム再建へと舵を切った事により2018年以降も低迷。この年は地区3位ながら64勝98敗と100敗を回避するのがやっとという成績で、2019年に至っては47勝114敗で勝率.292、MLB全体でも最下位と惨敗に終わり、2003年に次ぐ球団史上ワースト2位の成績となった。

### 2020年代
2020年は新型コロナウイルスにより短縮60試合シーズンとなったが、25勝35敗で地区最下位に終わった。シーズン終了後に監督のガーデンハイヤーが退任し、後任にヒューストン・アストロズをワールドチャンピオンに導いたA.J.ヒンチが就任した。
2021年は5月8日のツインズ戦でカブレラがMLB通算2873安打を記録し、ベーブ・ルースを抜き、MLB歴代通算安打数で45位となった。
5月12日のロイヤルズ戦でカブレラがMLB通算2878安打を記録し、オマー・ビスケルを抜き、MLB歴代通算安打数で43位、ベネズエラ出身選手では最多となった。さらにカブレラは8月22日のブルージェイズ戦で史上28人目・ベネズエラ出身選手初の通算500本塁打を達成した。
5月18日のマリナーズ戦でスペンサー・ターンブルがノーヒットノーランを達成した。このシーズンは77勝85敗で地区3位になり、2年連続の地区最下位から脱出した。
オフの11月3日にはシンシナティ・レッズとのトレードでタッカー・バーンハートを獲得した。11月16日にレッドソックスからFAとなっていたエドゥアルド・ロドリゲスと5年契約を結んだ。
2022年8月10日にGMのアル・アビラが解任。代行をサム・メンジンが務める。この年は4位だった。

## チーム名の由来

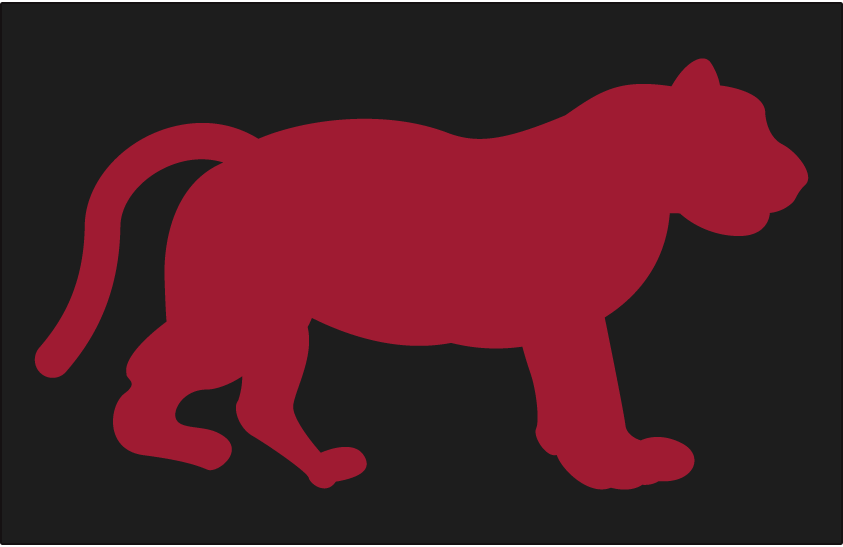
1901年から1902年までの虎のマーク

1881年から1888年までデトロイト・ウルバリンズというナショナルリーグ所属の球団が別に存在していたが、1894年創設の当球団とは関係ない。
「タイガース」と呼ばれたことを確認できる最も古いものは、1895年4月16日のデトロイトフリープレス紙（en:Detroit Free Press）である。
『A Place for Summer: A Narrative History of Tiger Stage』によると、1830年に創設されたデトロイト・ライト・ガード（en:Detroit Light Guard）に由来する。この部隊の愛称が「タイガース」で、球団がこの部隊に商標の使用許可を求めている。1901年から1902年まで使用された帽子には赤色の虎のシルエットのマークがあしらわれていた。
虎を連想させるストライプが入ったストッキングを履いていたことを由来とする説もある。なお、オレンジのストライプが入ったストッキングは1927年に採用されており、同年のユニフォームは他にも左胸にオールドイングリッシュ（ブラックレター）の「D」ではなく虎の顔のマークがあしらわれていた。
1934年にデトロイトへ移転してきたNFLのポーツマス・スパルタンズ（現・デトロイト・ライオンズ）は、虎を愛称とする当球団に呼応して、同じネコ科の猛獣であるライオンを新しい愛称にした。
1935年12月に創設された大阪野球倶楽部（現・阪神タイガース）の愛称が当球団を参考にしたという説もあるが、日本職業野球連盟関西支局長だった小島善平によると、1931年に竣工した大阪城天守閣の虎のレリーフに由来するとされている。
英語の発音に従えば"tigers"は「タイガーズ」に近いが、日本では阪神タイガースと同様に「タイガース」と表記・発音されることが通例である。

## 選手の出場ボイコット事件
1912年5月15日、ニューヨーク・ヒルトップ・パークで行われたニューヨーク・ハイランダース戦において、タイ・カッブに対して野次を飛ばしたハイランダースファンに、カッブが逆上してスタンドに殴り込み、その観客を暴行したとして退場、無期限出場停止処分を受けた。
この処分に不服を感じたチームメイト（カッブはチーム内からも疎まれやすい人物だったが、観客の野次はチームメイトも聞いていられないほどひどい内容だったという）は、全員で試合出場をボイコット。試合ができないとチームは5000ドルの罰金を払うことを迫られた結果、元選手や大学生、商売人など素人にも声をかけ、1人10ドルの契約でなんとか人数を揃えて寄せ集めのチームをつくった。この寄せ集めの素人チームは5回までに相手チームであるフィラデルフィア・アスレチックス（現:オークランド・アスレチックス）から2点をもぎ取るなどなかなかの健闘ぶりを見せた。その後も素人なりに精一杯のプレーをしたものの、本気を出したメジャーリーガーには太刀打ちできず、結局24対2で大敗した。その後、アメリカンリーグはカッブの出場停止処分を10日間に軽減し、またカッブ自身も説得にあたって、ボイコットを中止させた。この事件をきっかけとして、リーグに登録している選手以外は出場できない規定が作られた。

## 選手名鑑

### アメリカ野球殿堂表彰者
- スパーキー・アンダーソン (Sparky Anderson)
- アール・アベリル (Earl Averill)
- ジム・バニング (Jim Bunning)
- タイ・カッブ (Ty Cobb)
- ミッキー・カクレーン (Mickey Cochrane)
- サム・クロフォード (Sam Crawford)
- ラリー・ドビー (Larry Doby)
- チャーリー・ゲーリンジャー (Charlie Gehringer)
- グース・ゴスリン (Goose Goslin)
- ハンク・グリーンバーグ (Hank Greenberg)
- バッキー・ハリス (Bucky Harris)
- ハリー・ハイルマン (Harry Heilmann)
- ウェイト・ホイト (Waite Hoyt)
- ヒューイー・ジェニングス (Hughie Jennings)

- アル・ケーライン (Al Kaline)
- ジョージ・ケル (George Kell)
- ジム・リーランド (Jim Leyland)
- ヘイニー・マニュシュ (Heinie Manush)
- エディ・マシューズ (Eddie Mathews)
- ジャック・モリス (Jack Morris)
- ハル・ニューハウザー (Hal Newhouser)
- イバン・ロドリゲス (Ivan Rodriguez)
- アル・シモンズ (Al Simmons)
- サム・トンプソン (Sam Thompson)
- アラン・トランメル (Alan Trammell)
- ジム・リーランド (Jim Leyland)

### 永久欠番
| 番号 | 選手                                           | ポジション                         | 備考                 |
| ---- | ---------------------------------------------- | ---------------------------------- | -------------------- |
| 1    | ルー・ウィテカー (Lou Whitaker)                | 二塁手                             | 2022年指定           |
| 2    | チャーリー・ゲーリンジャー (Charlie Gehringer) | 二塁手                             | 1983年指定           |
| 3    | アラン・トランメル (Alan Trammell)             | 遊撃手、コーチ、マネージャー       | 2018年指定           |
| 5    | ハンク・グリーンバーグ (Hank Greenberg)        | 一塁手                             | 1983年指定           |
| 6    | アル・ケーライン (Al Kaline)                   | 外野手、アナウンサー、球団特別顧問 | 1980年指定           |
| 10   | ジム・リーランド (Jim Leyland)                 | 監督                               | 2024年指定           |
| 11   | スパーキー・アンダーソン (Sparky Anderson)     | 監督                               | 2011年指定           |
| 16   | ハル・ニューハウザー (Hal Newhouser)           | 投手                               | 1997年指定           |
| 23   | ウィリー・ホートン (Willie Horton)             | 外野手、指名打者                   | 2000年指定           |
| 42   | ジャッキー・ロビンソン (Jackie Robinson)       | 二塁手                             | 全球団共通の永久欠番 |
| 47   | ジャック・モリス (Jack Morris)                 | 投手                               | 2018年指定           |

### 欠番扱い
| 番号 | 選手                                       | ポジション           | 備考       |
| ---- | ------------------------------------------ | -------------------- | ---------- |
| －   | タイ・カッブ (Ty Cobb)                     | 外野手、監督         | 2000年指定 |
| －   | ハリー・ハイルマン (Harry Heilmann)        | 外野手、一塁手       | 2000年指定 |
| －   | ヘイニー・マナシュ (Heinie Manush)         | 外野手               | 2000年指定 |
| －   | ヒューイー・ジェニングス (Hughie Jennings) | 監督                 | 2000年指定 |
| －   | サム・クロフォード (Sam Crawford)          | 外野手               | 2000年指定 |
| －   | ミッキー・カクレーン (Mickey Cochrane)     | 捕手                 | 2000年指定 |
| －   | ジョージ・ケル (George Kell)               | 三塁手、アナウンサー | 2000年指定 |
| －   | アーニー・ハーウェル (Ernie Harwell)       | アナウンサー         | 2000年指定 |

背番号が無い時代の人物のため、欠番扱いとなっている。また、アーニー・ハーウェルは球場アナウンサーとして41年間務めた功績により、欠番と同格に顕彰されている。
意図的に使用されていない番号
- 24 - ミゲル・カブレラ
- 35 - ジャスティン・バーランダー

### 歴代所属日本人選手
- 41 木田優夫 (1999 - 2000)
- 23 野茂英雄 (2000)
- 18 前田健太 (2024 - )

## 傘下マイナーチーム
| クラス | チーム                                                                   | 参加リーグ                                            | 提携   | 本拠地                                                      |
| ------ | ------------------------------------------------------------------------ | ----------------------------------------------------- | ------ | ----------------------------------------------------------- |
| AAA    | トレド・マッドヘンズ Toledo Mud Hens                                     | インターナショナルリーグ International League         | 1987年 | オハイオ州トレド フィフス・サード・フィールド               |
| AA     | エリー・シーウルブズ Erie SeaWolves                                      | イースタンリーグ Eastern League                       | 1999年 | ペンシルベニア州エリー ジェリー・ユート・パーク             |
| High-A | ウェストミシガン・ホワイトキャップス West Michigan Whitecaps             | ミッドウェストリーグ Midwest League                   | 1997年 | ミシガン州コムストックパーク フィフス・サード・ボールパーク |
| Low-A  | レイクランド・フライングタイガース Lakeland Flying Tigers                | フロリダ・ステートリーグ Florida State League         | 1967年 | フロリダ州レイクランド ジョーカー・マーチャント・スタジアム |
| Rookie | フロリダ・コンプレックスリーグ・タイガース Florida Complex League Tigers | フロリダ・コンプレックスリーグ Florida Complex League | 1995年 | フロリダ州レイクランド ジョーカー・マーチャント・スタジアム |
| Rookie | ドミニカン・サマーリーグ・タイガース Dominican Summer League Tigers      | ドミニカン・サマーリーグ Dominican Summer League      | 1988年 | ドミニカ共和国 タイガース・コンプレックス                   |